# Рачинс, Алан
Алан Леонард Рачинс (англ. Alan Leonard Rachins; 3 октября 1942, Кембридж, Массачусетс — 2 ноября 2024, Лос-Анджелес) — американский актёр. Известен по роли Дугласа Бракмана в сериале «Закон Лос-Анджелеса», благодаря которой был номинирован на премии «Золотой глобус» и «Эмми».

## Биография
Рачинс родился в 1942 году в Кембридже (Массачусетс), в еврейской семье. Его отец Эдвард Рачинс занимался бизнесом по производству продуктов питания под названием Snow Crest; мать — Ида Рачинс.
В 1978 году Рачинс женился на актрисе Джоэнне Фрэнк. У пары есть сын. Они создали продюсерскую компанию Allofit Productions, которая приобретает книги для разработки телевизионных и художественных фильмов. Рачинс является членом Менсы.
Рейчинс умер от сердечной недостаточности в медицинском центре Седарс-Синай в Лос-Анджелесе 2 ноября 2024 года в возрасте 82 лет.

## Фильмография

### Кино
| Год  | Название                     | Роль                         |
| ---- | ---------------------------- | ---------------------------- |
| 1995 | Шоугёлз                      | Тони Мосс                    |
| 2011 | Ответы ни к чему             | Отец Райана (озвучка)        |
| 2013 | Скуби-Ду! Нападение Меха-Пса | Доктор Нед Стейплз (озвучка) |

### Телевидение
| Год       | Название                                  | Роль                                |
| --------- | ----------------------------------------- | ----------------------------------- |
| 1986—1994 | Закон Лос-Анджелеса                       | Дуглас Бракман                      |
| 1990      | Ferris Bueller                            | Himself                             |
| 1991      | Золотые девочки                           | Джейсон Стиллман                    |
| 1992—1994 | Бэтмен                                    | Король Часов (озвучка)              |
| 1996      | Лоис и Кларк: Новые приключения Супермена | Профессор Джефферсон Коул           |
| 1996      | Ох уж эти детки!                          | разные роли (озвучка)               |
| 1996      | Диагноз: убийство                         | Доктор Франк Донати                 |
| 1997      | Звёздные врата: SG-1                      | Полковник Кеннеди                   |
| 1997—2002 | Дарма и Грег                              | Майрон Лоуренс «Ларри» Финкельштейн |
| 2005      | Лига справедливости: Без границ           | Король Часов (озвучка)              |
| 2008—2009 | Новые приключения Человека-паука          | Норман Озборн (озвучка)             |
| 2011      | Держись, Чарли!                           | Фрэнк Данкан                        |
| 2012      | Американский папаша!                      | разные роли (озвучка)               |
| 2018      | Анатомия страсти                          | Пациент                             |
| 2021      | Детство Шелдона                           | Верн                                |